# 2100
2100 (MMC, dos mil cien) será un año común secular comenzado en viernes en el calendario gregoriano. Será también el número 2100.° anno Dómini o de la designación de Era Cristiana (AD) o de la Era Común (EC). Será el centésimo y último año del Siglo XXI. Será el último año de la décima década del Siglo XXI.

## Año bisiesto
Los años bisiestos son aquellos años que tienen un día más en el calendario gregoriano, el cual se agrega en el mes de febrero, por lo que en vez de tener 365 días en un año común pasan a tener 366 días. Esto ocurre cada 4 años, pero sin embargo hay excepciones.
Para que sea un año bisiesto debería ser múltiplo de 400, por lo que el año 1600 y el 2000, por ejemplo, sí lo fueron y lo serán también el 2400 y el 2800, pero no lo serán los que sean múltiplo de 100. Por lo tanto, el año 2100 no será bisiesto, ya que 2100 es múltiplo de 100 pero no de 400 y así tampoco lo fueron 1700, 1800 y 1900 y no lo serán el 2200 y el 2300.

## Predicciones científicas o probables
- De acuerdo a estimaciones, el mar ganará entre 20 a 30 metros de terreno en las playas.[2]

- Según la matemática, predicen que para ese año habrá una sexta extinción masiva.[3]

- De acuerdo un estudio médico, el cáncer de cuello uterino dejará de ser un problema para ese año.[4]

## Acontecimientos futuros

### Febrero
- 24 de febrero: Se producirá un eclipse lunar.

### Marzo
- 10 de marzo: Se producirá un eclipse solar anular.

### Agosto
- 19 de agosto: Se producirá un eclipse lunar.

### Septiembre
- 4 de septiembre: Se producirá un eclipse solar total.

### Diciembre
- 4 de diciembre: Se cumple 100 años desde el fallecimiento de Julián Infante, guitarrista y fundador de Tequila y Los Rodríguez.
- 31 de diciembre: Finalizará el Siglo XXI.

## Ficción
- Fecha desconocida: Año en el que ocurren los acontecimientos del videojuego Warzone 2100.